# Powiat Berent
Ten artykuł należy dopracować:

przedstawiono sytuację tylko z niemieckiej perspektywy – artykuł powinien być przekrojowy.
Pomóż go poprawić. Na stronie dyskusji mogą znajdywać się pomocne komentarze.
Powiat Berent, Powiat Berent (Westpr.), Powiat Berent (Westpreußen) (niem. Landkreis Berent, Kreis Berent, od 1941 Landkreis Berent (Westpr.), Landkreis Berent (Westpreußen); pol. powiat kościerski) – dawny powiat na terenie Prus istniejący od 1818 do 1920. Należał do rejencji gdańskiej, w prowincji Prusy Zachodnie. Siedzibą powiatu było miasto Kościerzyna (niem. Berent). Teren powiatu leży obecnie w województwie pomorskim.

## Historia
Powiat powstał 1 lipca 1818 r. Od 3 grudnia 1829 do 1878 należał do prowincji Prusy. W latach 1920–1939 po ustaleniach traktatu wersalskiego powiat należał do Polski. Wąski pas terenu powiatu w jego wschodniej części został wcielony do Wolnego Miasta Gdańsk i tym samym powiatu Danziger Höhe. W latach 1939–1945 należał do rejencji gdańskiej w Okręgu Rzeszy Gdańsk-Prusy Zachodnie.
W 1910 na terenie powiatu znajdowały się dwa miasta:
- Berent (Kościerzyna)
- Schöneck (Skarszewy)

oraz 157 innych gmin.